# 腔腺藻属
腔腺藻属（学名：Coelothrix ）为红皮藻科的一个属。

## 下级分类
本属包括以下物种：
- 不规则腔腺藻 Coelothrix irregularis (Harv.) Børgesen